# Władysław Karaś
Władysław Karaś (Kielce, 31 agosto 1893 – Magdalenka, 28 maggio 1942) è stato un tiratore a segno polacco.

## Palmarès

### Olimpiadi
- 1 medaglia:
  - 1 bronzo (Berlino 1936 nella carabina 50 metri a terra)